# I kantonnement
I kantonnement (også kendt som Fy og Bi i Kantonnement og Fy og Bi-film 31) er en dansk film fra 1931. Filmen er instrueret af Lau Lauritzen Sr. og har Carl Schenstrøm og Harald Madsen i hovedrollerne som Fyrtårnet og Bivognen.

## Handling
Vore venner, Fyrtaarnet og Bivognen bliver forelsket i den samme pige men får en indkaldelsesordre - de skal i kantonnement. Og hunden Vaps smugles med ind. Oppe på en stor gård i en af Nordsjællands skønneste egne genser vi den lille dame, som Fy og Bi forelskede sig i ved stranden. Hun er under streng opsigt af sin tante, der hader mandfolk. Hele kompagniet rykker imidlertid ind på gården med fuld musik. De menige indkvarteres i laden. Sognefogeden har haft det uheld, at to pyromaner er stukket af fra arresten, og hele kompagniet udkommanderes. Fy og Bi er uden at vide det faldet i snak med pyromanerne, men da de bliver klar over, hvem de er, fører de dem i triumf til obersten og bliver hyldet som helte.

## Medvirkende
- Carl Schenstrøm som Fyrtårnet
- Harald Madsen som Bivognen
- Mona Mårtenson som Den unge pige
- Erling Schroeder som Den unge piges ven
- Olga Svendsen som Tanten
- Anton de Verdier som Obersten
- Christian Schrøder som Kaptajnen
- Einar Juhl som Sergenten
- Alex Suhr som Teologen
- Johannes Andresen som Pyroman
- Christen Møller som Pyroman
- Jørgen Lund som fogeden
- Poul Reichhardt som Menig
- Asbjørn Andersen som Menig
- Henry Nielsen som Menig
- Einar Bjørkmann som Menig
- Emil Hass Christensen som Menig og mand der mister badedragt
- Bruno Tyron som Befalingsmand og mand der mister badedragt
- Gerda Neumann som Badepige

## Eksterne Henvisninger
- I kantonnement på Internet Movie Database (engelsk)
- I kantonnement på Filmdatabasen
- I kantonnement på danskefilm.dk
- I kantonnement på danskfilmogtv.dk
- I kantonnement i Svensk Filmdatabas (svensk)
- I kantonnement på The Movie Database (engelsk)